# 塔特姆·奥尼尔
塔特姆·奥尼尔（英語：Tatum O'Neal，1963年11月5日—），女，美国演员。她是奥斯卡奖有史以来最年轻的得主，10岁时因在《纸月亮》（1973年）中扮演艾迪·罗金斯而获最佳女配角，与她的父亲瑞恩·奥尼尔对戏。她还获得金球奖年度最佳新人女演员、意大利电影金像奖最佳外国女演员等奖项。
她是美國前網球球王的前妻。